# Daniel Sarmiento
Daniel "Dani" Sarmiento Melián, född 25 augusti 1983 i Las Palmas på Gran Canaria, är en spansk tidigare handbollsspelare (mittnia). Han debuterade i Spaniens landslag 2009 och spelade 147 landskamper med 283 gjorda mål.

## Klubbar
- Las Palmas GC
- CBM Galdar (2000–2003)
- BM Ciudad de Almería (2003–2007)
- CB Ademar León (2007–2009)
- FC Barcelona (2009–2016)
- Saint-Raphaël Var HB (2016–2022)